# Falcon Lake
Falcon Lake je francouzsko-kanadský dramatický film z roku 2022, který režírovala Charlotte Le Bon jako volnou adaptaci románu Une sœur od Bastiena Vivèse. Film měl světovou premiéru dne 22. května 2022 na filmovém festivalu v Cannes v sekci Quinzaine des réalisateurs.

## Děj
13letý Bastien přijíždí se svou rodinou na letní dovolenou ke quebeckému jezeru na pozvání Louise, přítelkyně jeho matky Violette. Tam se seznámí s Louisinou dcerou Chloé, které je 16 let, a se kterou bude sdílet pokoj.

## Obsazení
| Joseph Engel            | Bastien                  |
| Sara Montpetit          | Chloé                    |
| Karine Gonthier-Hyndman | Louise, matka Chloé      |
| Monia Chokri            | Violette, matka Bastiena |
| Arthur Igual            | Romain                   |
| Anthony Therrien        | Oliver                   |
| Pierre-Luc Lafontaine   | Stan                     |

## Ocenění
- Cena Louise Delluca: cena za filmový debut
- Americký filmový festival Deauville: Cena Ornano-Valenti
- Mezinárodní filmový festival ve Vancouveru: Cena pro začínajícího kanadského režiséra
- Mezinárodní filmový festival v Bukurešti: Velká cena
- César: nominace v kategorii nejlepší filmový debut (Charlotte Le Bon)